# Токопілья
Токопілья (ісп. Tocopilla) — місто і морський порт в Чилі. Адміністративний центр однойменної комуни і провінції Токопілья. Населення міста — 23 986 чоловік (2006). Селище й комуна входить до складу провінції Токопілья і області Антофагаста.

## Розташування
Місто розташоване за 174 км на північ від адміністративного центру області міста Антофагаста. Токопілья знаходиться на півдорозі між містами Антофагаста і Ікіке на Тихоокеанському узбережжі північного Чилі.
Комуна межує:
- На півночі — комуна Посо-Альмонте, Ікіке
- На сході — комуна Марія-Елена
- На півдні — комуна Мехільйонес
- На заході — Тихий океан

## Історія
14 листопада 2007 р землетрус величиною 7,7 балів стався за 40 км на південний схід від Токопільї, супроводжувався поштовхами величиною до 6.8 балів. Внаслідок цього в Токопільї було зруйновано 1200 будинків, 4000 жителів міста залишилися без даху над головою. Дві людини загинули і принаймні 115 отримали пошкодження. Попри зусилля уряду по забезпеченню допомоги, спостерігалися деякі проблеми з постачанням їжі в перші дві доби. Вони були пізніше вирішені і почалася робота по реконструкції міста.

## Економіка
Це місто виробляє електрику для всієї області і тому знане як «місто енергії». Коли експорт селітри в Чилі був на підйомі, це місто було особливо істотним як експортний порт. В даний час, навіть коли видобуток селітри став менш вигідним, Токопілья все ще є місцем розташування компаній, що спеціалізуються на її витяганні. У районі Токопілья — видобуток міді (родовище Чукікамата) і селітри (Марія-Елена). Мідна руда з родовища в Чукіматі, розташованому приблизно за 137 кілометрів на схід, вирушає з Токопілья.
Положення міста вздовж узбережжя дозволяє здійснювати активну рибальську діяльність, яка поряд з видобувною промисловістю є головною економічною діяльністю у місті. Це — рибальський порт, з виробництвом рибного борошна і фабриками консервування риби. Через порт експортуються мідь з Чукімати і селітра з родовища Ель-Токо. Токопілья має металургійну, хімічну галузі промисловості, підприємства з обробки нітратів, а також велику електростанцію.

## Персоналії
- Алехандро Ходоровський (* 1929) — чилійсько-французький режисер, сценарист, актор та письменник.